# Марчино
Ма́рчино (болг. Марчино) — село в Тирговиштській області Болгарії. Входить до складу общини Попово.

## Населення
За даними перепису населення 2011 року у селі проживали 93 особи.
Національний склад населення села:
| Національність   | Кількість осіб | Відсоток |
| ---------------- | -------------- | -------- |
| болгари          | 71             | 80,7%    |
| турки            | 17             | 19,3%    |
| цигани           | 0              | 0%       |
| інша             | 0              | 0%       |
| не визначились   | 0              | 0%       |
| Всього відповіли | 88             |          |

Розподіл населення за віком у 2011 році:
Динаміка населення: